# Aspidium subalpinum
Aspidium subalpinum là một loài dương xỉ trong họ Tectariaceae. Loài này được Hand.-Mazz. mô tả khoa học đầu tiên năm 1903.
Danh pháp khoa học của loài này chưa được làm sáng tỏ. 